# Japans damlandslag i landhockey
Japans damlandslag i landhockey representerar Japan i landhockey på damsidan. Laget slutade på femte plats vid världsmästerskapet 2006 i Madrid.

### Fotnoter
1. ↑  Todor Krastev (21 mars 2006). ”Women Field Hockey World Cup 2006 Madrid (ESP) - 27.09-08.10 Winner Netherlands” (på engelska). Sport Statistics. Arkiverad från originalet den 6 mars 2016. https://web.archive.org/web/20160306195828/http://todor66.com/hockey/field/World/Women_2006.html. Läst 27 juli 2015.